# Фредерик Чиу
Фредерик Чиу (англ. Frederic Chiu) (род. 20 октября 1964, Итака (Нью-Йорк)) — американский пианист китайского происхождения.

## Биография
В Индианском университете изучал компьютерные науки и музыку у Карен Шоу. Продолжил свои музыкальные занятия в Джульярдской школе в Нью-Йорке. Выигрывал многочисленные фортепианные конкурсы. По окончании учебы переехал во Францию, где жил в течение 12 лет. В 1993 году вернулся в США. Концертировал с оркестрами BBC, Индианаполиса, Канзас-Сити, французским оркестром де Бретань, с Национальным симфоническим оркестром Китая. Дал концерты во многих крупных городах Европы, Азии, Северной Африки, Южной Америки и Северной Америки. В области камерной музыки часто выступал как аккомпаниатор своего давнего друга скрипача Джошуа Белла. Сотрудничал с квартетом Святого Лаврентия, квартетом Шанхая, Дедал-квартетом, виолончелистом Гарри Хоффманом, скрипачом Пьером Амойялем и кларнетистом Дэвидом Кракауэром.
Давал мастер-классы в университетах и музыкальных школах по всему миру, в том числе, в Джульярдской школе музыки и в Консерватории Новой Англии. Основал серию семинаров под названием «Глубокие исследования эффективности» (первоначально «Глубокие исследования фортепиано») о сближении игры на фортепиано с нетрадиционными методами объединения различных философий музыки, производительности и обучения.
В репертуаре Фредерика Чиу музыка Мендельсона, Россини, Шопена, Листа, Грига, Брамса, Равеля, Шёнберга, Шуберта, Прокофьева, Сен-Санса и др. композиторов. Известно его исполнение транскрипции Листа для фортепиано соло Симфонии № 5 Бетховена, а также своеобразных произведений Г. Гурджиева. В дискографии Чиу выделяется полное собрание фортепианных сочинений С.С. Прокофьева (10 CD), записанных в 1990-е гг.
Чиу охотно создаёт фортепианные переложения оркестровых сочинений других композиторов, исполняет их в концертах и записывает на диски.